# Cerezal de Peñahorcada
Cerezal de Peñahorcada es un municipio y localidad española de la provincia de Salamanca, en la comunidad autónoma de Castilla y León. Se integra dentro de la comarca de Vitigudino y la subcomarca de La Ramajería. Pertenece al partido judicial de Vitigudino.
Su término municipal está formado por un solo núcleo de población, ocupa una superficie total de 17,93 km² y según los datos demográficos recogidos en el padrón municipal elaborado por el INE en el año 2017, cuenta con una población de 74 habitantes. Parte de su territorio se sitúa dentro del parque natural de Arribes del Duero, un espacio natural protegido de gran valor ambiental y turístico.

## Geografía
Cerezal de Peñahorcada se encuentra situado en el noroeste salmantino. Dista 93 km de Salamanca capital. 
Se integra dentro de la comarca de La Ramajería. Pertenece a la Mancomunidad Centro Duero y al partido judicial de Vitigudino.
Su término municipal se encuentra dentro del parque natural de Arribes del Duero, un espacio natural protegido de gran atractivo turístico, que a su vez forma parte de la reserva de la biosfera transfronteriza denominada como Meseta Ibérica. 
En su término municipal se encuentra el punto más elevado de toda la región (836 m), el teso que le da el sobrenombre de «peñahorcada». 
| Noroeste: Mieza     | Norte: Mieza       | Noreste: La Zarza de Pumareda |
| Oeste: Vilvestre    |                    | Este: Cabeza del Caballo      |
| Suroeste: Vilvestre | Sur: Barruecopardo | Sureste: El Milano            |

## Etimología
El término «cerezal» es propio de la lengua leonesa, en la que tendría el significado de «cerezo». En este sentido, en la Edad Media en el área leonesa fue bastante común el empleo de nombres de árboles o plantas para denominar las localidades que se fueron fundando, como se puede comprobar en localidades como La Zarza de Pumareda, Saucelle, El Manzano, Carrascal de Barregas, Espino de la Orbada, Moral de Sayago, Carbajales de Alba, Luelmo, etc. «Peñahorcada» haría referencia al teso del mismo nombre cercano a la localidad.

## Historia

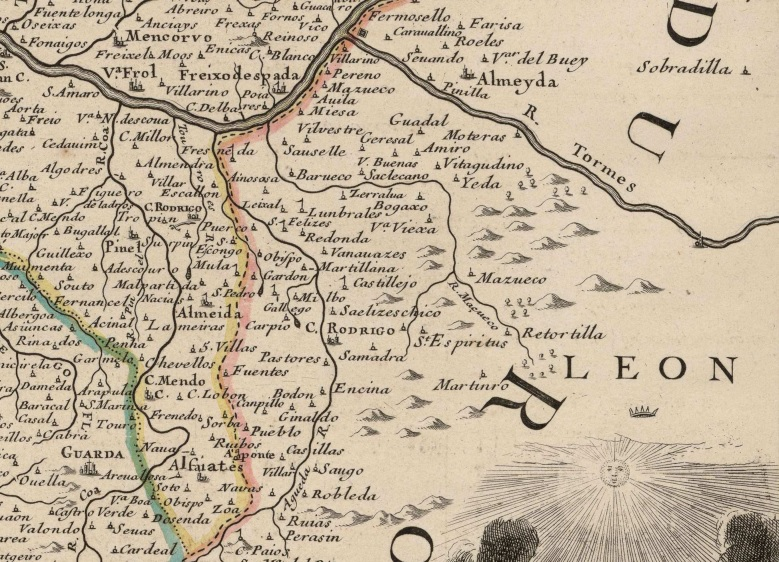
Detalle del oeste salmantino en un mapa del, en el que se puede observar Cerezal

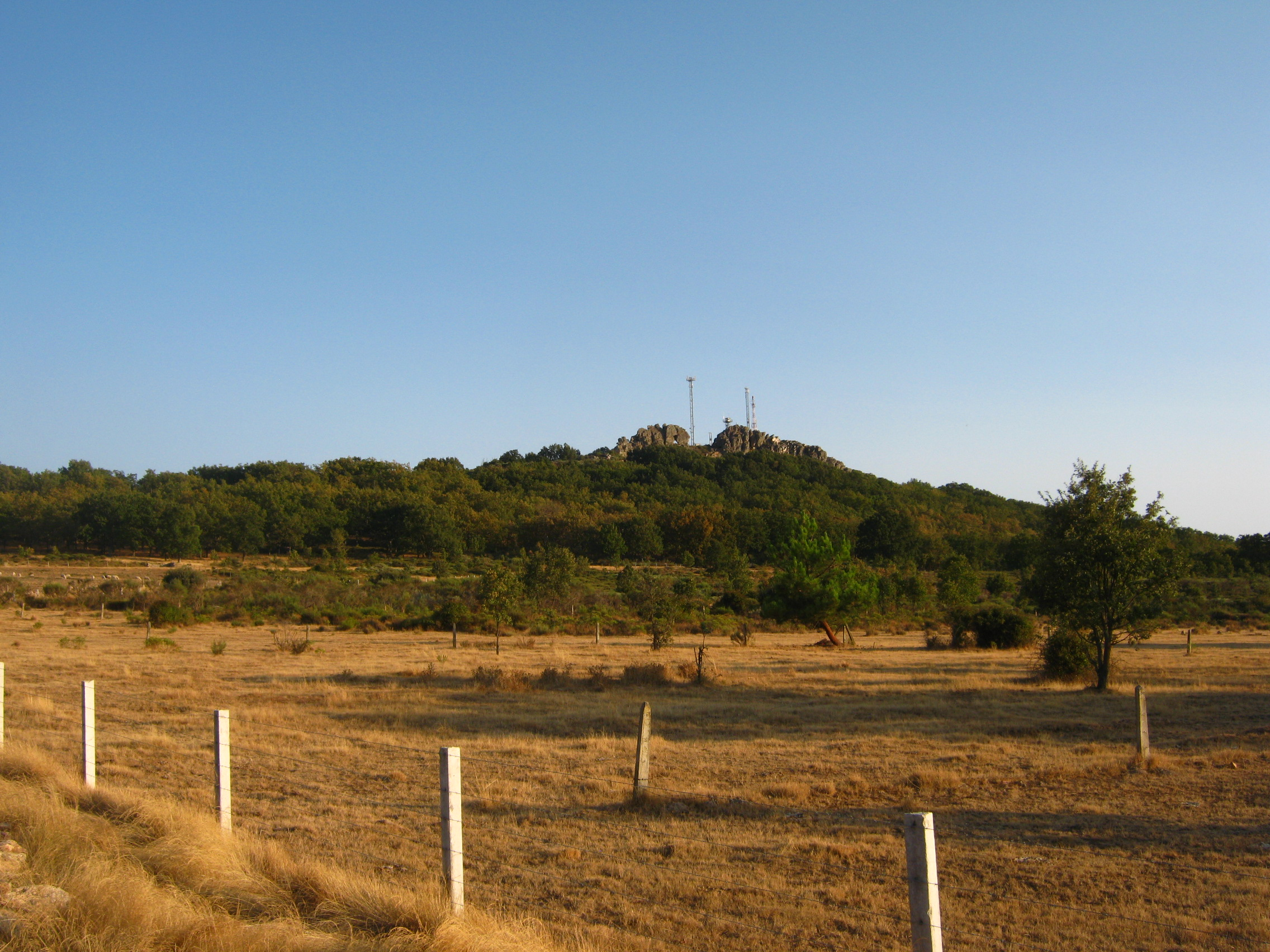
Teso de Peñahorcada

Su fundación responde al proceso repoblador llevado a cabo por el rey Fernando II de León en el siglo XII, quien donó la localidad a la Orden de Santiago, manteniéndose bajo la misma hasta 1873 dentro del obispado de León de Santiago, que encuadraba los territorios leoneses de dicha Orden, pasando entonces, con su disolución por orden papal, a formar parte de la Diócesis de Ciudad Rodrigo. Con la creación de las actuales provincias en 1833, Cerezal de Peñahorcada quedó integrado en la provincia de Salamanca, dentro de la Región Leonesa.

## Demografía
Cerezal de Peñahorcada cuenta con una población de 67 habitantes (INE 2024).
| Gráfica de evolución demográfica de Cerezal de Peñahorcada entre 1842 y 2021                                        |
| |
| Población de derecho según los censos de población del INE Población de hecho según los censos de población del INE |

Según el Instituto Nacional de Estadística, Cerezal de Peñahorcada tenía, a 1 de enero de 2021, una población total de 64 habitantes, de los cuales 31 eran hombres y 33 mujeres. Respecto al año 2000, el censo reflejaba 127 habitantes, de los cuales 71 eran hombres y 56 mujeres. Por lo tanto, la pérdida de población en el municipio para el periodo 2000-2021 ha sido de 63 habitantes, un 50% de descenso.

## Monumentos y lugares de interés
- Iglesia de San Marcos, de influencia neoclásica, conserva de su origen gótico el arco de la portada y el arco central de medio punto.[9] Su retablo data del siglo XVIII, albergando su interior también una cruz repujada del siglo XVI.
- Caño, destaca por su gran longitud.

## Fiestas
25 de abril (San Marcos).

## Cerezaleños ilustres
- Casimiro Hernández Calvo (1941-2024), senador por la provincia de Salamanca, vicepresidente primero de la Diputación de Salamanca y alcalde de Vilvestre.

## Administración y política
| Partido político                                         | 2023  | 2023  | 2023       | 2019  | 2019  | 2019       | 2015  | 2015  | 2015       | 2011  | 2011  | 2011       | 2007  | 2007  | 2007       | 2003  | 2003  | 2003       |
| Partido político                                         | %     | Votos | Concejales | %     | Votos | Concejales | %     | Votos | Concejales | %     | Votos | Concejales | %     | Votos | Concejales | %     | Votos | Concejales |
| Partido Popular (PP)                                     | 52,94 | 27    | 3          | 38,57 | 27    | 1          | 51,22 | 36    | 2          | 87,50 | 63    | 3          | 80,22 | 73    | 5          | 71,67 | 86    | 5          |
| Salamanca Sí                                             | 21,57 | 11    | 0          | —     | —     | —          | —     | —     | —          | —     | —     | —          | —     | —     | —          | —     | —     | —          |
| Partido Socialista Obrero Español (PSOE)                 | 0,00  | 0     | 0          | —     | —     | —          | 43,66 | 31    | 1          | 9,72  | 7     | 0          | 18,68 | 17    | 0          | —     | —     | —          |
| Ciudadanos (CS)                                          | —     | —     | —          | 60,00 | 42    | 2          | —     | —     | —          | —     | —     | —          | —     | —     | —          | —     | —     | —          |
| Coalición SI por Salamanca (SI)                          | —     | —     | —          | —     | —     | —          | —     | —     | —          | 6,94  | 5     | 0          | —     | —     | —          | —     | —     | —          |
| Unión del Pueblo Salmantino (UPSa)                       | —     | —     | —          | —     | —     | —          | —     | —     | —          | —     | —     | —          | 4,40  | 4     | 0          | —     | —     | —          |
| Agrupación de Electores Independientes de Cerezal (AEIC) | —     | —     | —          | —     | —     | —          | —     | —     | —          | —     | —     | —          | —     | —     | —          | 24,17 | 29    | 0          |

El alcalde de Cerezal de Peñahorcada no recibe ningún tipo de prestación económica por su trabajo al frente del ayuntamiento (2017).